# Répertoire International de Littérature Musicale
Repertorio Internacional de Literatura Musical (Répertoire International de Littérature Musicale; International Repertory of Music Literature; Internationales Repertorium der Musikliteratur), comúnmente conocido por su sigla RILM, es una organización sin ánimo de lucro que ofrece colecciones digitales y herramientas avanzadas para localizar investigaciones sobre todos los temas relacionados con música. Su misión es "hacer que este conocimiento sea accesible a las comunidades de investigadores y artistas en todo el mundo.....incluir los estudios musicales de todos los países, en todos los idiomas, atravesando fronteras disciplinares y culturales, fomentando así la investigación en las artes, las humanidades, las ciencias, y las ciencias sociales". Un aspecto central del trabajo y la misión de RILM es la bibliografía internacional de los estudios relacionados con todas los aspectos de la investigación musical.

## Historia
RILM fue fundada en 1966 por el musicólogo estadounidense Barry S. Brook (1918–1997) bajo el patrocinio conjunto de la Sociedad Musicológica Internacional (International Musicological Society, IMS) y la Asociación Internacional de Bibliotecas, Archivos y Centros de Documentación Musical (International Association of Music Libraries, Archives and Documentation Centers, IAML). En 2007, el Consejo Internacional de Música Tradicional (International Council for Traditional Music, ICTM) se unió como la tercera organización patrocinadora.
Durante 1967 y 1968, RILM desarrolló su primer grupo de programas informáticos para el procesamiento y la ordenación automatizados de registros bibliográficos e índices de autores/temas. Estos programas corrieron primero en la computadora IBM System/360 en el centro de computación de la Universidad de la Ciudad de Nueva York (City University of New York, CUNY). El programa S/360 fue entregado por IBM en 1964 y fue en ese momento la máquina de computación más avanzada. Del software original IBM S/360 RILM migró a IBM System/370; este fue utilizado en la producción de resúmenes para RILM durante veinte años, de 1969 a 1988. El desarrollo de RILM de procedimientos para el procesamiento informatizado de datos fue adoptado inmediatamente por el Repertorio Internacional de Literatura del Arte (Répertoire International de la Littérature de l’Art, RILA), fundado sobre el modelo de RILM, que comenzó a publicar resúmenes en 1975.
En 1979 RILM firmó un acuerdo con el Laboratorio de Investigación Lockheed (Lockheed Research Laboratory) en Palo Alto, una división de la Compañía de Misiles y del Espacio Lockheed (Lockheed Missiles and Space Company, Inc.) para la distribución de sus datos a través de las líneas telefónicas. Posteriormente, este acuerdo fue transferido al sistema de Servicios de Recuperación de Información (Information Retrieval Services) de DIALOG. Aunque Resúmenes de Literatura Musical RILM estuvo disponible en línea antes del advenimiento de la Internet, hasta finales del siglo XX el principal medio de distribución de sus registros bibliográficos fue el de los volúmenes impresos.
A partir de 1993, RILM ya no estuvo disponible en los Servicios de Recuperación de Información de DIALOG, pero desde 1989 la Corporación Nacional de Servicios de Información (NISC) de Baltimore publicó en CD-ROM los Resúmenes de Literatura Musical de RILM. Durante la década de 1990, los Resúmenes RILM estuvieron disponibles en línea a través de las plataformas NISC Muse (1993–2010), OCLC First Search (1994–2010), Ovid/Silver Platter (2002–2010) y Cambridge Scientific Abstracts/ProQuest (2002–2010). Las bases de datos de RILM están actualmente disponibles a través de los Servicios de Información de EBSCO de forma exclusiva.
La primera oficina editorial de RILM estuvo ubicada en el Queens College de la Universidad Municipal de Nueva York (City University of New York, CUNY) en 1967-68. El Graduate Center de CUNY ha proporcionado un contexto institucional para el Centro Internacional de RILM desde 1968.

## Organización
RILM tiene un equipo de más de 40 empleados: editores, expertos en tecnología y administradores. Está regido y dirigido por un consejo de administración y un comité consultivo, la Comisión Mixta Internacional, integrada por miembros designados de la Sociedad Musicológica Internacional (IMS), la Asociación Internacional de Bibliotecas, Archivos y Centros de Documentación Musical (IAML) y el Consejo Internacional de Música Tradicional (ICTM). El segundo informe de Barry Brook, publicado en la edición de marzo de 1968 de la revista Notes, detalla las deliberaciones de la Comisión Mixta en su labor de establecer los procedimientos y el funcionamiento de RILM.

## Publicaciones en línea

### Resúmenes de Literatura Musical RILM
Resúmenes de Literatura Musical RILM cubre la producción académica internacional significativa tanto en medios impresos como digitales, y en cualquier idioma. Publicado desde agosto de 1967, Resúmenes consta de citas de artículos, libros de un solo autor y colecciones de ensayos, bibliografías, catálogos, tesis de maestría y tesis doctorales, Festschriften, películas, vídeos, dibujos técnicos de instrumentos, ediciones facsimilares, iconografías, comentarios incluidos en ediciones críticas de música, grabaciones etnográficas, actas de congresos, reseñas, recursos web, así como más de 3500 publicaciones periódicas que encajan en la cobertura del Repertorio Internacional de la Prensa Musical (Répertoire International de la Presse Musicale, RIPM). Difiere de otros índices de publicaciones periódicas de música ya que cubre libros, resúmenes, índices, y tiene un cubrimiento internacional y selectivo. Cada entrada proporciona el título en el idioma original, una traducción al inglés del título, datos bibliográficos completos y un resumen con un índice detallado, todo lo cual ayuda a transmitir la "fidelidad" del registro (lo que se aumenta en la versión en línea porque los records individuales aparecen organizados de acuerdo con su relevancia). Muchas de las entradas que no han sido escritas originalmente en inglés también incluyen un resumen en el idioma de la publicación.
Siguiendo el modelo de la UNESCO, RILM Resúmenes se concibió como una cooperativa de comités nacionales encargados de aportar a la Oficina Internacional de Nueva York citas bibliográficas y resúmenes de las publicaciones editadas en sus respectivos países a la Oficina Internacional en Nueva York. Hoy en día, los comités contribuyen con unos 15000 registros al año, que son editados, indexados y añadidos a la base de datos en línea. Otros 35000 registros al año son producidos por los editores de la Oficina Internacional. La información bibliográfica y los resúmenes, así como las revistas que aún no han sido cubiertas por RILM, también pueden enviarse directamente al Centro Internacional de Nueva York.
Resúmenes de Literatura Musical RILM fue la primera bibliografía con resúmenes de las humanidades y fue designada por el American Council of Learned Societies (ACLS) como el proyecto piloto para el desarrollo de un sistema bibliográfico computarizado en las humanidades para que sirviera de modelo para las más de 30 sociedades académicas que forman parte de la ACLS. Durante la época en que Resúmenes de Literatura Musical RILM se publicaba sólo en versión impresa, su tesauro de materias y sus equivalencias de nombres, que llevaban a los usuarios a los términos preferidos, se tradujeron a diecisiete idiomas y se integraron alfabéticamente con el índice de materias. Esta práctica permitía a los usuarios encontrar el término deseado en inglés o la ortografía de un nombre personal iniciando la búsqueda a partir del idioma que les resultaba más familiar. Poco a poco, Resúmenes de Literatura Musical RILM fue ampliando su entorno multilingüe y la base de datos incluye ahora, además de los resúmenes estándar en inglés, resúmenes en el idioma de publicación y en otros idiomas, siempre que estén disponibles. A mediados de los años 2000, Resúmenes de Literatura Musical RILM comenzó a ampliar su cobertura de publicaciones asiáticas, con trabajos académicos de música publicados en revistas chinas, al mismo tiempo que se ofrecían todos los elementos de los registros bibliográficos para las publicaciones editadas en sistemas de escritura no romanos.
Resúmenes de Literatura Musical RILM apareció de 1967 a 1983 en volúmenes impresos trienales con sus índices correspondientes a volúmenes anuales, así como índices acumulativos correspondientes a períodos de cinco años; de 1984 a 1999 Resúmenes de Literatura fue publicado en volúmenes anuales con sus índices correspondientes; y desde 2000 está disponible en línea exclusivamente a través de la base de datos EBSCOhost.

#### Resúmenes de Literatura Musical con Texto Completo RILM
En julio de 2016, Resúmenes de Literatura Musical RILM se amplió con la adición de publicaciones periódicas musicales en texto completo. Resúmenes de Literatura Música con Texto Completo (RAFT) ofrece acceso a 240 publicaciones periódicas de música de 50 países. El cubrimiento también incluye reseñas, obituarios, editoriales, correspondencia, anuncios y noticias, publicadas desde principios del siglo XX hasta el presente. Además de los metadatos, resúmenes e índices, RAFT ofrece herramientas de búsqueda y navegación del texto completo de cada número, de portada a portada. La base de datos se actualiza mensualmente. Los detalles de la cobertura actual de cada título se pueden encontrar en la lista de títulos en rilm.org/fulltext. Nuevos títulos son añadidos permanentemente.

### Enciclopedias de Música RILM
En diciembre de 2015, RILM lanzó Enciclopedias de Música RILM (RME) con 41 títulos. La bibliotecaria Laurie Sampsel afirma que "la búsqueda cruzada del texto completo de tantos títulos produce resultados que son imposibles, o altamente improbables de encontrar utilizando las versiones impresas de estas enciclopedias". Stephen Henry menciona “la capacidad [de RME] de proporcionar acceso a algunos recursos europeos excelentes que de otro modo no estarían disponibles para las bibliotecas que tienen colecciones musicales parciales."
Los títulos de RME provienen de diferentes períodos y países: el más temprano, el Diccionario de Música (Dictionnaire de musique) de Jean-Jacques Rousseau, fue publicado en 1775. También está la primera edición de "The Grove", en una edición publicada por Theodore Presser en 1895. La mayoría de títulos son del 2000 o posteriores. Entre estos está Broadway, de Ken Bloom, la Enciclopedia de Música en el siglo XX de Lol Henderson y Lee Stacey, la Enciclopedia Gótica y de las Ondas Oscuras (Das Gothic- und Dark Wave-Lexikon) de Peter Matzke et al., y el Diccionario de los Vanguardistas (Dictionary of the Avant-Gardes) de Richard Kostelanetz. También se incluye el Manual de Terminología Musical (Handwörterbuch der musikalischen Terminologie), concebido entre 1972 y 2006. RME contiene importantes títulos para etnomusicólogos, entre los que se encuentran la Enciclopedia Garland de Músicas del Mundo y el Diccionario Biográfico de Músicos Afroamericanos y Músicas Africanas de Eileen Southern, el cual es el primer volumen completo de su tipo. La colección se amplía en promedio con cuatro títulos adicionales al año. Uno de los títulos, Compositores del Presente (Komponisten der Gegenwart, KDG), se actualiza constantemente con artículos nuevos o adiciones a los ya existentes. El listado completo de las enciclopedias se encuentra en Enciclopedias de Música RILM.

### Índice de música impresa
El 1 de julio de 2018, RILM asumió la propiedad del Índice de Música Impresa (Index to Printed Music) IPM. Anteriormente, era propiedad de la James Adrian Music Company, fundada en 2000 por George R. Hill.
El Índice de Música Impresa (IPM) es la única herramienta digital para la búsqueda de obras musicales específicas que forman parte de colecciones, compilados, y series impresas. IPM indexa piezas musicales individuales impresas en obras completas de compositores, en antologías que contienen piezas de períodos históricos disímiles, y en otras ediciones académicas. Proporciona un nivel de detalle granular sobre cada pieza, incluyendo el formato (vocal, instrumental), lenguaje, las claves múltiples o bajo cifrado, y más. IPM incluye el contenido completo de Ediciones Coleccionadas, Series Históricas, Grupos y Monumentos de Música : Una bibliografía, de George R. Hill y Norris L. Stephens (Berkeley: Fallen Leaf Press, 1997). A su vez, este se basó en el texto Series Históricas, Ediciones Compiladas y Monumentos de Música: Una Guía a sus Contenidos (de Anna H. Heyer (Asociación Americana de Bibliotecas, 1957–1980).
Desde 2019, IPM ofrece nuevas características, entre ellas: datos biográficos que identifican a compositores, editores y letristas; hipervínculos a ediciones de acceso abierto; íncipit musicales (fragmento del comienzo de la pieza) para obras que de otro modo serían difíciles de distinguir entre sí; fácil alternancia entre las colecciones y las obras individuales contenidas en ellas; y filtros de búsqueda ampliados para permitir una búsqueda avanzada por lugar y fecha de publicación, tipo de documento, género e idioma del texto.

### Bibliolore
RILM alberga el blog Bibliolore, cuyos entradas tienen una relación directa con el contenido de Resúmenes de Literatura Musical RILM y su versión mejorada, Resúmenes de Literatura Musical con Texto Completo RILM, así como con las Enciclopedias de Música RILM, MGG Online y el Índice de Música Impresa (IPM). Cada semana aparecen nuevas entradas, muchas de las cuales celebran cumpleaños de figuras musicales y aniversarios. Desde su creación en 2009, Bibliolore ha publicado más de 1.300 artículos y ha sido visto más de 500.000 veces.

## Publicaciones impresas
Entre 1967 y 1999, RILM publicó Resúmenes de Literatura Musical RILM en forma impresa, primero trimestralmente y luego anualmente. El volumen de 1999, el último impreso, es el más grande, con 19619 registros.
Desde 1972, RILM también ha publicado volúmenes impresos en la serie Retrospectivas RILM. Estas bibliografías temáticas comenzaron con la primera edición de los Catálogos Temáticos de Música de Barry S. Brook: Una Bibliografía Anotada (Stuyvesant, NY: Pendragon Press, 1972). Algunos de los volúmenes recientes publicados en la serie incluyen Hablando sobre Música: Conferencias Musicales 1835-1996 (2004), una bibliografía comentada de 5948 artículos sobre temas musicales presentados en 447 conferencias. Si bien se basa en los esfuerzos anteriores, el volumen se mantiene fiel a la visión original de Brook y al mismo tiempo la expande: cubre más de 130 años de actas de conferencias y tiene un alcance mundial, aunque Europa Occidental sigue siendo el centro de atención. El volumen siguiente, Liber Amicorum: Festschriften para Investigadores en Música y No-músicos, 1840-1966, es un catálogo bibliográfico anotado de 574 Festschriften, con un total de 118 páginas y 715 entradas. La siguiente parte del volumen (con un total de 355 páginas y 3881 entradas) documenta todos los artículos relacionados con música que se encuentran en los Festschriften listados, precedidos por una historia introductoria sobre Festschriften. Todos los volúmenes están dedicados principalmente a materiales de investigación publicados antes de que RILM distribuyera su primer volumen en 1967.
Perspectivas RILM, la serie sobre las actas de conferencias explora temas relacionados con la misión global de la organización. El volumen inaugural, La historia intelectual de la música: Fundadores, Seguidores y Tendencias del 2009 se basa en las ponencias presentadas en la conferencia sobre historia de la historiografía musical, celebrada en The Graduate Center, CUNY, del 16 al 19 de marzo de 2005.
RILM ha publicado dos ediciones de su guía de estilo completa, Cómo Escribir acerca de Música: El Manual de Estilo RILM. La segunda edición introduce material no incluido en la publicación de 2005, así como revisiones basadas en sugerencias de los lectores. El manual difiere significativamente de las guías de estilo generalizadas, tales como MLA o APA ya que explica las cuestiones del lenguaje de género neutral, lenguaje muerto, y puntuación (desde la coma Oxford (o serial) en inglés hasta el guion largo) a través de la lente de la música. El manual está específicamente diseñado para estudiantes.

## La plataforma de RILM: Egret

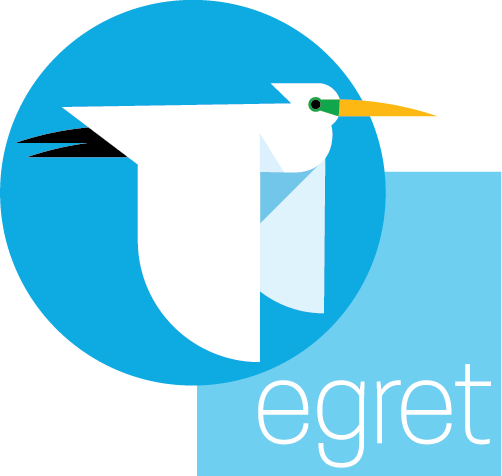
Egret logo

RILM ha desarrollado una plataforma independiente con las capacidades de búsqueda y navegación más avanzadas para alojar y distribuir obras de referencia musicales, comenzando con la destacada enciclopedia musical alemana La Música en el Pasado y el Presente (Die Musik in Geschichte und Gegenwart, MGG). Egret facilita la traducción automática de contenido a más de 100 idiomas al integrar el Traductor de Google (Google Translate), así como la creación de cuentas de usuario para generar, guardar y compartir anotaciones y notas; también facilita vincular referencias cruzadas con contenido relacionado a través de MGG Online, generar enlaces a contenido relacionado en RILM Resúmenes de Literatura Musical y otros, así como una interfaz compatible con dispositivos móviles y tabletas. La función de búsqueda es considerada una herramienta poderosa y fácil de usar, con diferentes opciones disponibles para limitar los resultados de la búsqueda. Los resultados de búsqueda específicos se pueden localizar fácilmente en una sección de vista previa. MGG Online se basa en la segunda edición de La Música en el Pasado y el Presente (Die Musik in Geschichte und Gegenwart), pero incluye actualizaciones, revisiones y adiciones continuas. La plataforma permite al usuario acceder versiones anteriores de los artículos revisados. Egret está siendo desarrollada actualmente para un intercambio mayor de conocimientos.